# Flughafen Adıyaman

i8
i11
i13
Der Flughafen Adıyaman (türkisch Adıyaman Havalimanı, IATA-Code: ADF, ICAO-Code: LTCP) ist ein türkischer Flughafen nahe der Stadt Adıyaman. Er wird durch die staatliche DHMI betrieben.

## Geschichte
Der Flughafen wurde am 22. Mai 1998 dem Betrieb übergeben und wird ausschließlich zivil genutzt. Er besitzt einen Terminal mit einer Kapazität von 300.000 Passagieren im Jahr und eine befestigte Start- und Landebahn, die jedoch über kein Instrumentenfluglandesystem (ILS) verfügt.

## Fluggesellschaften und Ziele
Im Jahr 2019 wurden nur Inlandsflüge nach Istanbul und Ankara angeboten.